# アルケミスト (ACIDMANの曲)
「アルケミスト」は、日本のロックバンドACIDMANの21枚目のシングル。

## 概要
2012年第1弾シングル。カップリングには、セルフカバーシリーズの「second line」として初のシングルCDから『equal e.p.』の「イコール」をセルフカバーし、またアコースティックライブで行ったアコースティック版の「Your song」を音源として収録した。

## 収録曲
1. アルケミスト
ブラジルの小説家であるパウロ・コエーリョの小説『アルケミスト - 夢を旅した少年』をモチーフにして制作した。
2. イコール (second line)
シングル『equal e.p.』収録曲。曲の終盤にアルバム『equal』収録の「0=ALL」と同様のギターフレーズ及び0=ALLのコーラスが入っている。また「0=ALL」のコーラスでは「イコール」のフレーズが使用されている。
3. Your song (acoustic)
アルバム『創』収録曲。

全曲作詞：大木伸夫、作曲：ACIDMAN